# Сигиртуп
Сигиртуп — упразднённая деревня в Таштыпском районе Республики Хакасии. Находится на территории Большесейского сельсовета.

## История
Основана деревня в 1615 г. Деревни нет официально, она перестала существовать в 1987 году. Всё же в несуществующем Сигиртупе по настоящее время проживают люди — старое поколение.
В 2014 году Совет депутатов Таштыпского района вышел в Верховный Совет Республики Хакасия с законодательной инициативой "Об образовании нового населённого пункта на территории Большесейского сельсовета Таштыпского района Республики Хакасия, присвоении ему категории — деревня и наименования «Сигиртуп».

## География
Расположено на одноимённой реке, вблизи её впадения в р. Таштып. Находится деревня примерно в 20-18 км от райцентра в сторону Верх-Таштыпа.

## Инфраструктура
Было развито сельское хозяйство.

## Транспорт
Деревня стоит на дороге муниципального значения.